# Transportes São Silvestre
Transportes São Silvestre foi uma empresa de transporte coletivo urbano localizada na cidade do Rio de Janeiro, onde operava linhas urbanas que ligavam a região central da cidade à Zona Sul do Rio de Janeiro, além de interligar bairros da mesma região. Era uma concessionária municipal filiada à Rio Ônibus. Devido a dificuldades financeiras, a empresa encerrou suas atividades no dia 28 de dezembro de 2017.
Após a padronização imposta pelo poder público municipal em 2010, deixou suas cores originais e adotou a pintura do Consórcio Intersul.